# Beka Gochiashvili
Beka Gochiashvili est un musicien de jazz de nationalité géorgienne né le 11 mars 1996 à Tbilissi.

## Biographie
Beka Gochiashvili est né à Tbilissi en Géorgie le 11 mars 1996. À deux ans et demi, à peine parvenu à la hauteur de son piano droit, il surprend son père en lui jouant des morceaux de ragtime de Scott Joplin entendus à la radio. À quatre ans, il commence à regarder Standards II de Keith Jarrett et Gary Peacock. Cette vidéo est celle qui allume sa passion pour ce trio et leur style. Beka avait déjà appris plusieurs morceaux pour piano à cinq ans. 
Valeri, son père, musicien, l'emmène chez Zurab Rajishvili en 2002, un pianiste de jazz parmi les plus réputés de Géorgie. Impressionné par ses talents et son aptitude à interpréter des compositions de jazz complexes, il lui conseille d'inscrire Beka aux cours de musique classique de l'école de Tengiz Chitaishvili. Beka commence le jazz à neuf ans avec Zurab Ramishvili. Un an plus tard, il joue dans divers clubs de jazz de Tbilissi. Beka a participé au festival de jazz de Saulkrasti en Lettonie en 2007. Ses talents d'interprète ont été salués par Victor Bailey et Lenny White. Il a également joué lors du dixième festival international « Georgians Play Jazz », qui s'est tenu au Grand Hall du Conservatoire d'État de Tbilissi. 
Deux envoyés culturels parrainés par le Département d'État ont été accueillis par l'ambassade des États-Unis à Tbilissi en avril 2008 : le pianiste de jazz Dan Tepfer et Joel Harrison, directeur artistique et directeur général de l'American Pianists Association. Joel Harrison s'est produit aux côtés de Beka. Tous deux ont salué le talent unique de Beka. Condolezza Rice, alors secrétaire d'État, a déclaré que Beka était « l'un des plus grands pianistes de jazz qu'il ait jamais entendus » lors de son discours à l'issue de sa visite en Géorgie en juillet 2008. Beka et M. Ramishvili ont pu se rendre à New York pour auditionner à la Juilliard School of Music et à la Manhattan School of Music grâce aux efforts de John Teft (ancien ambassadeur des États-Unis en Géorgie), de Mme Rice, de John Harrison et de John Teft. Beka a été admis dans les deux écoles, ce qui n'est pas surprenant. 
Beka s'est rendu à Montreux, en Suisse, en juillet 2009, avec le soutien de Nikoloz Rurua (ministre géorgien de la Culture et de la Protection des monuments), et a remporté le premier prix du Concours de piano jazz solo Bosendorfer au Montreux Jazz Festival. Ce festival est très réputé et Beka en est le plus jeune participant. Beka a reçu de nombreux diplômes, notamment un diplôme pour sa participation au Festival germano-géorgien des jeunes musiciens et interprètes de Tbilissi en 2003, un diplôme pour sa participation à un concert (Album pour enfants) dédié au 165e anniversaire de Piotr Tchaïkovski, ainsi qu'un diplôme pour sa participation à un festival international en Allemagne en 2004. Beka a reçu une bourse complète du Fonds de développement et de réformes de Géorgie en 2009 et du ministère de l'Éducation et des Sciences de Géorgie en 2011, 2011 et 2012. Il a également reçu des diplômes pour sa participation à un concert (Album pour enfants) dédié au 165e anniversaire de Piotr Tchaïkovski, et des diplômes pour avoir suivi des cours de piano jazz avec Frank Kimbrough. Il prend également des cours particuliers avec Fred Hersch, Danilo Perez et d'autres. Gianni Valente, propriétaire du Birdland (l'un des clubs de jazz les plus réputés), a vu Beka jouer dans le Cast Party de Jim Caruso et a décidé de lui organiser un concert.
Le premier concert de Beka à Birdland, aux États-Unis, en mars 2010, a été un grand succès. Il a continué à se produire dans de nombreuses autres salles de concert et lieux célèbres, notamment le Rialto Center for the Arts à Atlanta, en Géorgie, le Creole à New York, dans l'État de New York, et Birdland à nouveau en juin 2010. New York, NY, le Conservatoire d'État de Tbilissi à Tbilissi, en Géorgie, et au Black Sea Jazz Festival à Batoumi, en Géorgie en 2010, 2011 et 2012. Beka a reçu une bourse de 5 000 $ de Guram Shalutashvili en mai 2010. Beka était membre de Montreux on the Road et s'est produit aux festivals de jazz de Vienne et de Montreux, ainsi qu'à la série St. Moritz Art Masters au début de l'automne 2010. Beka a été nommé demi-finaliste au concours de piano Monk en septembre 2011. Sa performance a été très appréciée et saluée par les juges, qui comprenaient Herbie Hancock (Danilo Pérez), Jason Moran, Renee Rosnes, Ellis Marsalis et Wayne Shorter. 
Beka s'est produit au Birdland en décembre 2011, avec Buster Williams et Leny White, Jaleel Shaw et Darren Barrett. Beka faisait partie du Stanley Clarke Trio, Blue Note, New York. De mars à septembre 2012, Beka a enregistré et sorti BEKA Gochiashvili. L'album a été produit par Leny White avec une subvention du ministère de la Culture et de la Protection des monuments de Géorgie. Cet album a également été produit par Nikoloz Rurua, du ministère de la Culture et de la Protection des monuments de Géorgie, ainsi que par Guram Shalutashvili et George Shengelaia d'Exitus Entertainment LLC. 
Beka Gochiashvili vit à New York depuis 2010 avec George et Nona Shengelaia, ses tuteurs légaux. Ils lui assurent l'instruction à domicile.